# Немачки бојни брод Гнајзенау
Гнајзенау је био бојни брод или бојни крсташ немачке ратне морнарице у Другом светском рату. Потопљен је од стране посаде 23. марта 1945.

## Карактеристике
Гнајзенау је био један од два бојна брода типа Шарнхорст, које је Нацистичка Немачка изградила у периоду 1935-1939. након што се ослободила ограничења у величини и броју ратних бродова наметнутих Лондонским споразумом (1930) са Великом Британијом. Бојни бродови типа Шарнхорст били су депласмана 26.000 тона, брзине 27 чворова, наоружана са 9 главних топова калибра 280 мм у три троцевне куле (две на прамцу, једна на крми) и 12 помоћних топова од 150 мм у двоцевним и једноцевним кулама. Главна артиљерија служила је за борбу против површинских бродова на великим растојањима (домета до 30 км) ван домета торпеда, а помоћна (тзв. противторпедна) артиљерија калибра 20-152 мм била је намењена за блиску одбрану од торпедних бродова и ПВО и размештена по целом броду. На крменом делу постављена су и по 2 катапулата за избацивање хидроавиона. Торпедно наоружање било је задржано само на јапанским и немачким бојним бродовима.

## Служба
Почетком Другог светског рата, заједно са бојним бродом Шарнхорст , учествовао је у крстаричком рату на Атлантику против Велике Британије, без значајнијих резултата. У норвешкој кампањи, заједно са Шарнхорстом, потопио је јуна 1940. два савезничка помоћна брода, један ескортни брод, носач авиона Глориоус и два разарача. У дејствима на противничке комуникације на Атлантику, у периоду фебруар-март 1941, у два наврата заједно са Шарнхорстом напада савезничке конвоје у подручју Њуфаундленда и потапа или заплењује 21 брод (108.000 БРТ).